# Palaeosepsis morula
Palaeosepsis morula är en tvåvingeart som beskrevs av Ozerov 2004. Palaeosepsis morula ingår i släktet Palaeosepsis och familjen svängflugor. Inga underarter finns listade i Catalogue of Life.